# 1-2-3-4 Go! Records

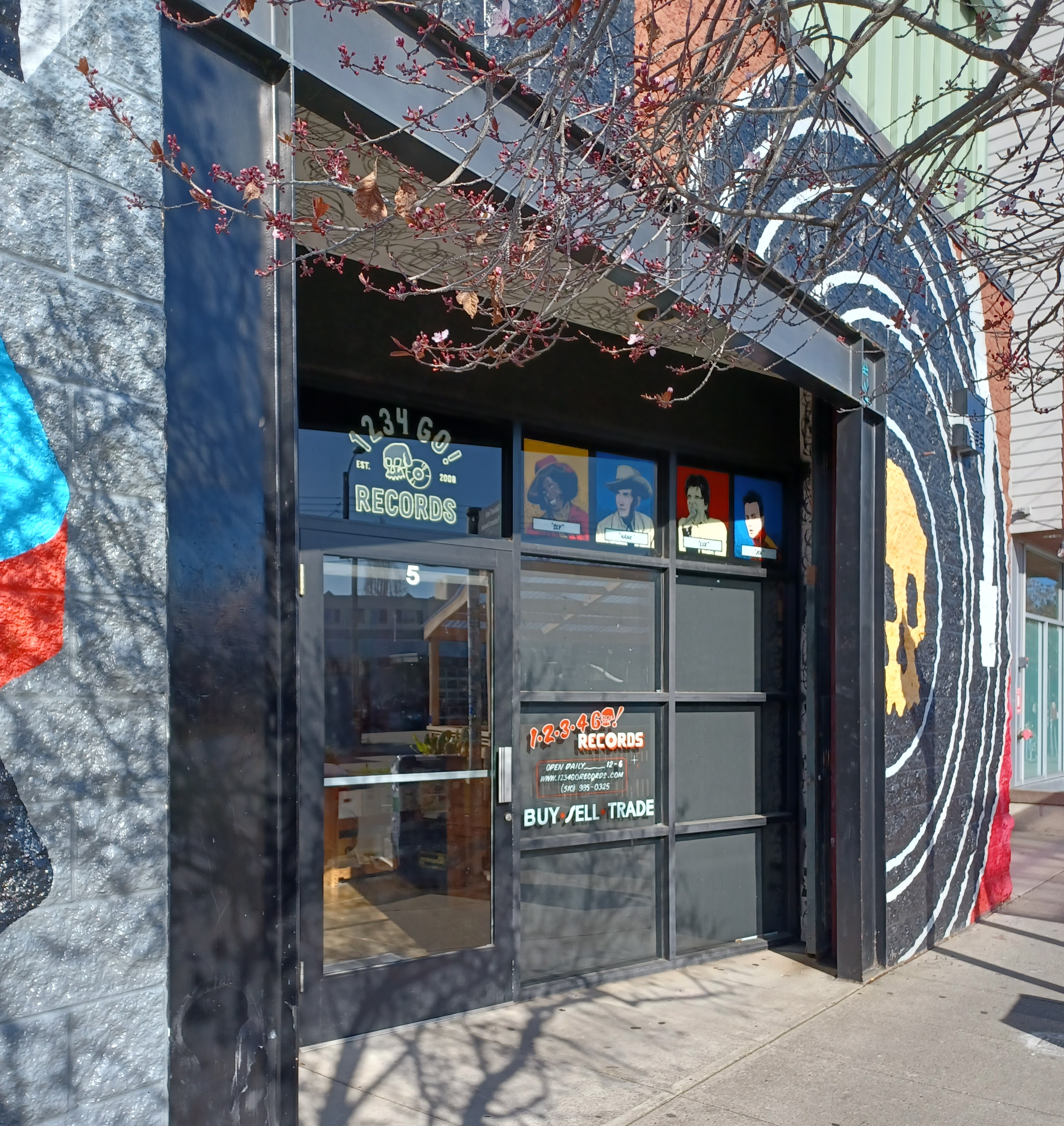
Cửa hàng bán lẻ ở Oakland

1-2-3-4 Go! Records là một hãng thu âm và cửa hàng bán lẻ độc lập của Mỹ chuyên về punk rock và indie rock. Hãng được thành lập vào tháng 8 năm 2001 tại Seattle với việc phát hành "Legacy of Cruciality" của Spitting Teeth. Vào tháng 12 năm 2003, hãng chuyển đến Oakland, California. Vào tháng 3 năm 2008, hãng đã mở một cửa hàng bán lẻ băng đĩa ở khu phố Temescal của North Oakland. Cửa hàng ban đầu tập trung vào các album nhạc punk rock, indie rock, garage rock và các thể loại liên quan nhưng đã mở rộng sang kinh doanh nhiều loại băng đĩa mới và đã qua sử dụng. Cửa hàng cũng tổ chức các buổi biểu diễn nhạc sống và các chương trình nghệ thuật không thường xuyên. Frank Portman của The Mr. T Experience và Green Day đã từng biểu diễn tại đây.
Năm 2015, hãng mở thêm một cửa hàng bán lẻ thứ hai tại Mission District của San Francisco. Kể từ khi mở cửa hàng bán lẻ tại Oakland, 1-2-3-4 Go! Records đã giành được bốn giải thưởng Best of the East Bay từ East Bay Express. Năm 2009, hãng đã giành được giải thưởng Best Punk Record Store và năm 2008, nó đã giành được giải thưởng Best New Business.

## Danh sách nghệ sĩ
- Shannon and the Clams
- Buzzcocks
- The Cute Lepers
- Dead Sound
- Destroy Boys
- Dear County
- Nobunny
- The Dicks
- Personal and the Pizzas
- The Sandwitches